# Parafia św. Walentego w Gzach
Parafia pw. Świętego Walentego w Gzach – rzymskokatolicka parafia należąca do dekanatu pułtuskiego, diecezji płockiej, metropolii warszawskiej. Siedziba parafii mieści się w miejscowości Gzy (powiat pułtuski),
Parafia została erygowana w 1377 roku.

## Duszpasterze

### Proboszczowie
Źródło: strona parafii
- ks. Aleksander Roesler (1917–1941)
- ks. Antoni Zabielski (1941–1946)
- ks. Piotr Czajewicz (1946–1953)
- ks. Lucjusz Mioduszewski (1953–1956)
- ks. Zenon Bukowski (1956–1957)
- ks. Kazimierz Fudała (1957–1980)
- ks. Stanisław Niedźwiecki (1980–1991)
- ks. Kazimierz Wójcik (1991–1997)
- ks. Krzysztof Brzuska (1997–2007)
- ks. Cezary Olzacki (2007–2013)
- ks. Kazimierz Majewski (2013–2023)
- ks. Artur Kowalczyk (2023–)